# Caesarea in Mauretania
Caesarea in Mauretania (łac. Diocesis Caesariensis in Mauretania) – stolica historycznej diecezji we Cesarstwie rzymskim w prowincji Mauretania Cezarensis, zlikwidowana w VII w. podczas ekspansji islamskiej, współcześnie w północnej Algierii. Obecnie katolickie biskupstwo tytularne. 

## Biskupi tytularni
| Lp. | Biskup                    | Funkcja                                      | Od                  | Do                  |
| --- | ------------------------- | -------------------------------------------- | ------------------- | ------------------- |
| 1   | Biagio Pisani             | biskup pomocniczy Kapui (Włochy)             | 23 kwietnia 1897    | 25 czerwca 1901     |
| 2   | Pietro Maffi              | biskup pomocniczy Ravenny (Włochy)           | 9 czerwca 1902      | 22 czerwca 1903     |
| 3   | Thomas Francis Brennan    | emerytowany biskup Saint John’s (Kanada)     | 7 października 1905 | 20 marca 1916       |
| 4   | Pierre-Célestin Cézerac   | biskup koadiutor Albi (Francja)              | 2 stycznia 1918     | 18 marca 1918       |
| 5   | Willem Marinus van Rossum | -                                            | 25 kwietnia 1918    | 19 maja 1918        |
| 6   | Benedetto Aloisi Masella  | nuncjusz apostolski                          | 15 grudnia 1919     | 22 lutego 1946      |
| 7   | Luigi Cammarata           | biskup prałat Santa Lucia del Mela (Włochy)  | 4 grudnia 1946      | 24 lutego 1950      |
| 8   | Francesco Pennisi         | biskup pomocniczy Syrakuz (Włochy)           | 11 lipca 1950       | 1 października 1955 |
| 9   | André-Jacques Fougerat    | biskup koadiutor Grenoble (Francja)          | 16 lipca 1956       | 5 stycznia 1957     |
| 10  | Carmelo Canzonieri        | biskup pomocniczy Messyny (Włochy)           | 11 marca 1957       | 30 lipca 1963       |
| 11  | Enea Selis                | biskup pomocniczy Iglesias (Włochy)          | 18 stycznia 1964    | 2 września 1971     |
| 12  | Giuseppe Moizo            | biskup koadiutor Acqui (Włochy)              | 22 stycznia 1972    | 1 lipca 1976        |
| 13  | Sergio Sebastiani         | nuncjusz apostolski urzędnik Kurii Rzymskiej | 27 września 1976    | 21 lutego 2001      |
| 14  | Gerard de Korte           | biskup pomocniczy Utrechtu (Holandia)        | 11 kwietnia 2001    | 18 czerwca 2008     |
| 14  | Stanislaus Tobias Magombo | biskup pomocniczy Lilongwe (Malawi)          | 29 kwietnia 2009    | 6 lipca 2010        |
| 15  | Walter Brandmüller        | -                                            | 4 listopada 2010    | 20 listopada 2010   |
| 16  | Marek Solczyński          | nuncjusz apostolski                          | 26 listopada 2011   |                     |